# Breviceps

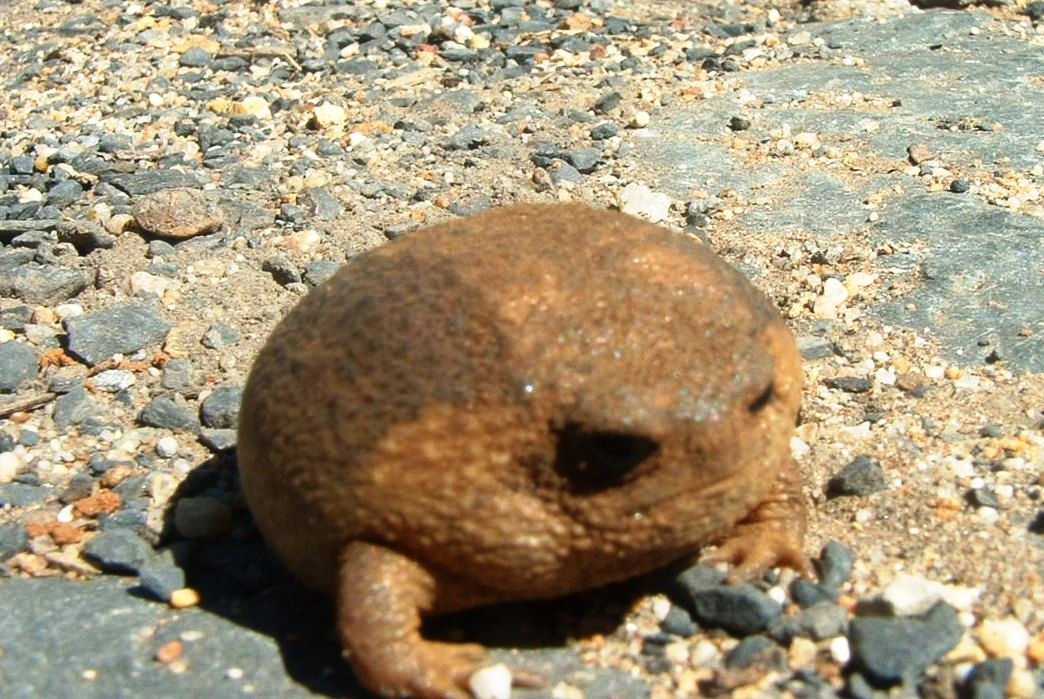
Breviceps gibbosus in Kapstadt

Breviceps, auch Regenfrösche genannt, ist eine Froschgattung aus der Familie der Kurzkopffrösche. Ihr Verbreitungsgebiet umfasst das südliche Afrika. Der Name Regenfrösche bezieht sich auf das Rufen der Männchen, die besonders nach Regenfällen um die Weibchen werben. Diese verlassen dann ihre Wohnhöhlen unter Steinen, umgestürzten Bäumen oder in den Dünen, um sich zu paaren.

## Beschreibung
Die Kurzkopffrösche der Gattung Breviceps fallen durch ihre rundliche Gestalt auf, die in ihrer Färbung oft an Steine erinnert. Ihre Gliedmaßen sind sehr kurz, die Hinterbeine sind im Gegensatz zu denen der meisten anderen Frösche kaum zum Springen geeignet. Die Frösche erreichen je nach Art eine Kopf-Rumpf-Länge von ungefähr 2 bis 6 Zentimetern. Einzelne Zehen und Finger sind oft nur wenige Millimeter lang. Finger- und Zehenspitzen sind nicht verbreitert und besitzen einfache, knöcherne Endphalangen. Mit Ausnahme von Breviceps macrops sind bei den Arten der Gattung an Fingern und Zehen keine Schwimmhäute ausgebildet.
Die Schnauze ist kurz und platt, der Kopf ist vom Körper kaum abgesetzt. Die Augen sind groß und nach vorne gerichtet. Die Pupillen sind horizontal. Die Zunge ist oval, ganzrandig und nach hinten frei abhebbar. Der Gaumen ist mit Ausstülpungen (Papillen) besetzt, Gaumenzähne und Gaumenfalten sind nicht vorhanden. Das Trommelfell ist nicht oder nur undeutlich sichtbar. Die Coracoide sind am medialen Ende stark verbreitert und bilden mit dem gut ausgebildeten, geraden Praecoracoid einen spitzen Winkel. Das Omosternum fehlt, das Sternum ist sehr klein und knorpelig. Die Querfortsätze des mit dem Os coccygis verschmolzenen Sakralwirbels sind sehr stark verbreitert.

## Vorkommen
Die Gattung kommt im ariden bis semiariden östlichen und südlichen Afrika vor. Nördlich reicht ihr Verbreitungsgebiet von Südafrika über Mosambik und Tansania bis Kenia, westlich bis Namibia und Angola. Die Frösche besiedeln die Strände, Dünen und Savannen der Küstenstreifen der genannten Länder. Sie sind jedoch auch im Grasland der Binnenländer wie Lesotho, Botswana, Malawi, Sambia und Simbabwe zu finden.

## Lebensweise
Die Arten der Gattung Breviceps verbringen den Tag meist in Höhlen oder Bauten im Boden ihres Lebensraums. In der kühleren Nacht gehen sie auf Nahrungssuche. Die Hauptnahrungsquelle sind Insekten, in einigen Regionen ungeflügelte Termiten.
Die Paarung findet hauptsächlich in den Sommermonaten der Südhalbkugel nach starken Regenfällen statt. Die Männchen können aufgrund ihrer kurzen Hinterbeine den bei den Fröschen üblichen Amplexus, die Klammerhaltung während der Paarung, nicht ausführen. Deshalb wird bei der Paarung ein klebriges Sekret abgesondert, mit dessen Hilfe die Männchen den Weibchen angeheftet bleiben. Die Eier werden von den Weibchen in einem unterirdischen Bau untergebracht und von den Männchen befruchtet. Die Larven entwickeln sich direkt in den Eiern und schlüpfen als fertige Fröschchen ohne ein Kaulquappenstadium im Wasser.

## Systematik
Die Gattung Breviceps wurde 1820 von Blasius Merrem erstbeschrieben. Merrem nahm den damals als „Gewölbter Kurzkopf“ bekannten Breviceps gibbosus, der schon von Carl von Linné in seinem Werk Systema naturae erwähnt worden war, als Typusexemplar der Gattung, die damals keine weiteren Arten umfasste. Bisher wurden 21 Arten beschrieben (Stand November 2022):
- Breviceps acutirostris Poynton, 1963
- Breviceps adspersus Peters, 1882
- Breviceps bagginsi Minter, 2003
- Breviceps branchi Channing, 2012
- Breviceps carruthersi Du Preez, Netherlands & Minter, 2017[9]
- Breviceps fichus Channing & Minter, 2004
- Breviceps fuscus Hewitt, 1925
- Breviceps gibbosus (Linnaeus, 1758)
- Breviceps macrops Boulenger, 1907
- Breviceps montanus Power, 1926
- Breviceps mossambicus Peters, 1854
- Breviceps namaquensis Power, 1926
- Breviceps ombelanonga Nielsen, Conradie, Ceríaco, Bauer, Heinicke, Stanley & Blackburn, 2020[10]
- Breviceps parvus Hewitt, 1925
- Breviceps passmorei Minter, Netherlands & Du Preez, 2017[9]
- Breviceps pentheri Werner, 1899
- Breviceps poweri Parker, 1934
- Breviceps rosei Power, 1926
- Breviceps sopranus Minter, 2003
- Breviceps sylvestris FitzSimons, 1930
- Breviceps verrucosus Rapp, 1842